# Lista românilor de origine armeană
O listă a românilor notabili de origine armeană:
- Vartan Arachelian, jurnalist și scriitor
- Anda Călugăreanu, actriță
- Florin Halagian, antrenor și jucător de fotbal
- Spiru Haret, matematician, fizician și politician
- Bedros Horasangian, scriitor, eseist și jurnalist
- Garabet Ibrăileanu, critic literar
- Mihail Jora, compozitor și dirijor
- David Ohanesian, tenor la operă
- Virgil Madgearu, politician, economist și sociolog
- Manuc Bei, hangiu, fondatorul Hanul lui Manuc
- Vasile Morțun, activist socialist
- Varujan Pambuccian, programator pe calculator, reprezintă minoritatea armeană în Camera Deputaților
- H. Dj. Siruni, istoric, orientalist și traducător
- Alexandru Tatos, regizor
- Harry Tavitian, muzician de jazz
- Herant Torosian, avocat și diplomat
- Grigore Trancu-Iași, economist și politician
- Vazken Balgian, Catolicos al Armeniei
- Varujan Vosganian, economist și politician
- Iacob Zadik, general
- Krikor Zambaccian, colecționar de artă, fondator al Muzeul Zambaccian
- Ana Aslan, medic, fondator al specialității Gerontologie și Geriatrie în România,  descoperitor al medicamentului Gerovital.
- Ervant Nicogosian,  pictor
- Dumitru Bagdasar, medic, fondatorul Neurochirurgiei în România